# Jingoism
Jingoism är en engelsk term för chauvinism, en nationalistisk inställning kombinerad med en fientlig inställning mot andra nationer.
Jingoism som politisk term myntades av den brittiske radikalen George Holyoake i ett brev till Daily News den 13 mars 1878. Termen populariserades snabbt också i USA.
Uttrycket härstammar från Macdermott's War Song, som blev ytterst populär när den framfördes på London pavilion, och sedan sjöngs på pubar och music halls runt om i England. Fraseringen "vid Jingo" var en eufemism för "vid Jesus" (jfr "för sjutton")
Refrängen lyder:
| We don't want to fight But, by Jingo, if we do, We've got the ships, We've got the men, We've got the money, too. We've fought the Bear before, and while we're Britons true The Russians shall not have Constantinople! | Vi vill inte strida Men, vid Jingo, om vi måste så, Vi har skeppen, Vi har männen, Vi har pengarna därtill. Vi har slagit Björnen förut och så länge vi är äkta Britter skall ryssarna ej få Konstantinopel! |